# 용득의
용득의(龍得義)는 고려 후기의 문신이자 홍천 용씨(洪川龍氏)의 시조이다.
시어사(侍御使)를 거쳐 1241년(고려 고종 8)에 문하시중(門下侍中)이 되었다. 팔만대장경(八萬大藏經)을 만들 때에 사업을 총괄 지휘하였다. 강원도 홍천(洪川)에 용수사(龍遂寺)를 창건하였다.